# 박경훈 (배드민턴 선수)
박경훈(1990년 5월 12일~)은 대한민국의 배드민턴 선수이다.